# Dromen in kleur
Dromen in kleur è il secondo album in studio del duo musicale olandese Suzan & Freek, pubblicato il 29 ottobre 2021.

## Tracce
Testi e musiche di Arno Krabman, Freek Rikkerink, Léon Palmen e Suzan Stortelder, eccetto dove indicato.
1. Dromen in kleur – 3:21 (Arno Krabman, Freek Rikkerink, John Ewbank, Léon Palmen e Suzan Stortelder)
2. Tussen jou & mij – 3:33
3. Goud – 3:22
4. Lichtje branden – 2:52
5. Onderweg naar later – 2:57
6. Tenminste geleefd – 2:47
7. Buiten – 3:30
8. Weg van jou – 2:26
9. Allermeest – 3:03
10. De overkant (feat. Snelle) – 2:47 (Arno Krabman, Freek Rikkerink, Lars Bos, Léon Palmen e Suzan Stortelder)
11. Niet meer van mij – 3:20 (Arno Krabman, Freek Rikkerink, Léon Palmen, Sophia Ayana e Suzan Stortelder)
12. Blind misschien – 4:00

## Classifiche

### Classifiche settimanali
| Classifica (2021) | Posizione massima |
| ----------------- | ----------------- |
| Belgio (Fiandre)  | 4                 |
| Paesi Bassi       | 1                 |

### Classifiche di fine anno
| Classifica (2021) | Posizione |
| ----------------- | --------- |
| Belgio (Fiandre)  | 73        |
| Paesi Bassi       | 32        |
| Classifica (2022) | Posizione |
| Belgio (Fiandre)  | 22        |
| Paesi Bassi       | 8         |
| Classifica (2023) | Posizione |
| Belgio (Fiandre)  | 80        |
| Paesi Bassi       | 28        |